# Стефанія Гогенцоллерн-Зігмарінген
Стефа́нія Гогенцо́ллерн-Зігмарі́нген (нім. Stephanie von Hohenzollern-Sigmaringen; 15 липня 1837 — 17 липня 1859) — німецька принцеса. Королева-консорт Португалії (1858—1859), дружина португальського короля Педру V.

## Походження
Представниця німецької династії Гогенцолернів Народилася в замку Краухенвіс, князівство Гогенцоллерн-Зігмарінен. Старша донька Карла-Антона, князя Гогецоллерн-Зігмарінгенського, і Жозефіни Баденської. З материнського боку її дідом і бабою були Карл Баденський і Стефанія Богарне (на честь якої її назвали). Сестра Леопольда, князя Гогенцоллерн-Зігмарінгеського, та румунського короля Кароля І.

## Шлюб
18 травня 1858 року одружилася з португальським королем Педру V. Через розкіш португальського двору писала в листах до дому, що португальці знаються у вишуканості й багатстві, але не гідності. Займалася благочинністю, ініціювала будівництво лікарень по країні.
Померла в Лісабоні, Португалія у 22-річному віці від холери. Похована у лісабонському монастирі святого Вікентія. У шлюбі не мала дітей. Її чоловік відмовився одружуватися вдруге й помер бездітним 1861 року. Нагороджена Потрійним орденом і Орденом Непорочного зачаття Діви Марії Вілла-Вісозької.